# 三浦修吾
三浦 修吾（みうら しゅうご、1875年〈明治8年〉 - 1920年〈大正9年〉）は、日本の教育者である。
福岡県浮羽郡吉井町若宮出身。
福岡師範を卒業後、東京高等師範に進学し、その英語科を卒業。鹿児島師範を経て、姫路師範に転出。鹿児島師範当時の教え子に、玉川学園を創立した小原国芳がいる。同付属小学校主事となる。姫路師範在職2年で結核に罹り、1915年（大正4年）退職。療養生活の中でも執筆などの活動は継続、上京して成蹊学園の機関誌『新時代』の編集主任を務める。45歳で死去。クリスチャンであった。
『学校教師論』が名著の誉れが高い。戦前の東京府青山師範学校では、教育学の教科書に使われていたという。『修身教授録』の森信三が推奨している。エドモンド・デ・アミーチスの『クオレ』（『母をたずねて三千里』の原作）を邦訳し、『愛の学校』として出したことでも知られている。

## 主要な著作
- 『学校教師論』（1916年）
- 『第二里を行く人』（1919年）
- 『生命の教育』（1926年）